# Wuxuan
Der Kreis Wuxuan (chinesisch 武宣县, Pinyin Wǔxuān Xiàn; Zhuang Vujsenh Yen) ist ein Kreis der bezirksfreien Stadt Laibin im Autonomen Gebiet Guangxi der Zhuang-Nationalität in der Volksrepublik China. Er hat eine Fläche von 1.704 km² und zählt 373.600 Einwohner (Stand: Ende 2018). Sein Hauptort ist die Großgemeinde Wuxuan (武宣镇).

## Administrative Gliederung
Auf Gemeindeebene setzt sich der Kreis aus sieben Großgemeinde und drei Gemeinden zusammen. 